# 2e corps d'armée (France)
Pour les articles homonymes, voir 2e corps d'armée.
Le 2e corps d'armée est une unité de l'armée de terre française qui a combattu durant les Guerres napoléoniennes, la Première Guerre mondiale et la Seconde Guerre mondiale.
Le 2e corps d'armée est subordonné à la 5e armée au début de la Première Guerre mondiale.

## Création et différentes dénominations
- 2e corps d'armée
- 25 février 1916 : renommé groupement Duchêne
- 20 juin 1916 : renommé groupement G
- 22 juin 1916 : renommé 2e corps d'armée
- 1940 : démobilisé
- 16 mai 1943 : groupement des divisions françaises Libres
- 24 août 1943 : renommé 2e corps d'armée

## Les chefs du2ecorpsd'armée
- août 1805 - juillet 1807 : maréchal Marmont
- avril - mai 1809 : maréchal Lannes
- mai 1809 - 1813 : maréchal Oudinot
- mars - juin 1815 : général Reille
- 24 décembre 1863 : maréchal Forey
- 19 septembre 1864 - 22 juin 1865 : général Cousin-Montauban
- 1er mars 1867 (effectif 15 mars 1867) - 18 juillet 1870 : général de Ladmirault
- 1er août 1870 : général de division Charles Auguste Frossard
- 28 septembre 1873 : général Montaudon
- 11 février 1879 - 30 mars 1881 : général Carteret-Trécourt
- 2 avril 1881 : général Derroja
- 1er avril 1884 : général Vilmette
- 15 février 1887 : général Lewal
- 23 juin 1888 : général de Cools
- 9 avril 1892 : général Hervé
- 25 février 1893 : général d'Aubigny
- 29 janvier 1897 : général Brugère
- 26 avril 1898 - 25 avril 1901 : général des Garets
- 16 mai 1901 - 10 septembre 1904 : général Lanes
- 3 octobre 1904 - 12 mars 1906 : général Debatisse
- 25 mars 1906 : général Michel
- 31 mai 1908 : général Joffre
- 23 février 1910 - 18 janvier 1914 : général Picquart
- 31 janvier 1914 : général Gérard
- 24 juillet 1915 : général Herr
- 10 août 1915 : général Duchêne
- 29 décembre 1916 : général Buat
- 2 janvier 1917 : général de Cadoudal
- 11 juin 1918 - 20 mars 1919 : général Philipot
- 27 mai 1928 - 24 septembre 1930 : général Girard
- 2 septembre 1939 : général Lamson
- 1er janvier 1940 - 16 mai 1940 (†) : général Bouffet
- 16 mai 1943 - 22 juin 1943 : général de Larminat
- 20 août 1943 : général de Larminat
- 31 août 1944 - 24 juillet 1945 : général de Monsabert
- 1945 - 1946 : général d'Anselme
- 1954 - 1957 : général Chomel
- 1984 - 1987 : général Houdet
- 13 mai 1987 - 1989 : général Brette

M. le général de division Sengeisen (Jean, Pierre) était nommé adjoint au général commandant le 2e corps d'armée et commandant en chef les forces françaises en Allemagne à compter du 1er octobre 1991.

## Second Empire
Pendant la guerre de 1870, le 2e corps est constitué des troupes du camp de Châlons, son commandant est le général Frossard, aide de camp de l'empereur. Il avance sur Saint-Avold et Forbach, où il est battu par les Prussiens le 6 août. Il se replie vers Metz où il capitule avec le reste de l'Armée du Rhin le 28 octobre.

## De 1870 à 1914

### Composition en 1870
| Division                  | Brigade                  | Régiment                                                                   |
| ------------------------- | ------------------------ | -------------------------------------------------------------------------- |
| 1re division d'infanterie | 1re brigade d'infanterie | 32e régiment d'infanterie de ligne                                         |
| 1re division d'infanterie | 1re brigade d'infanterie | 55e régiment d'infanterie de ligne                                         |
| 1re division d'infanterie | 1re brigade d'infanterie | 3e bataillon de chasseurs à pied                                           |
| 1re division d'infanterie | 2e brigade d'infanterie  | 76e régiment d'infanterie de ligne                                         |
| 1re division d'infanterie | 2e brigade d'infanterie  | 77e régiment d'infanterie de ligne                                         |
| 1re division d'infanterie | Artillerie               | 2 batteries de 4, une de mitrailleuses                                     |
| 1re division d'infanterie | Génie                    | une compagnie                                                              |
| 2e division d'infanterie  | 1re brigade d'infanterie | 8e régiment d'infanterie de ligne                                          |
| 2e division d'infanterie  | 1re brigade d'infanterie | 23e régiment d'infanterie de ligne                                         |
| 2e division d'infanterie  | 1re brigade d'infanterie | 12e bataillon de chasseurs à pied                                          |
| 2e division d'infanterie  | 2e brigade d'infanterie  | 66e régiment d'infanterie de ligne                                         |
| 2e division d'infanterie  | 2e brigade d'infanterie  | 67e régiment d'infanterie de ligne                                         |
| 2e division d'infanterie  | Artillerie               | 2 batteries de 4, une de mitrailleuses                                     |
| 2e division d'infanterie  | Génie                    | une compagnie                                                              |
| 3e division d'infanterie  | 1re brigade d'infanterie | 2e régiment d'infanterie de ligne                                          |
| 3e division d'infanterie  | 1re brigade d'infanterie | 63e régiment d'infanterie de ligne                                         |
| 3e division d'infanterie  | 1re brigade d'infanterie | 10e bataillon de chasseurs à pied                                          |
| 3e division d'infanterie  | 2e brigade d'infanterie  | 24e régiment d'infanterie de ligne                                         |
| 3e division d'infanterie  | 2e brigade d'infanterie  | 40e régiment d'infanterie de ligne                                         |
| 3e division d'infanterie  | Artillerie               | 2 batteries de 4, une de mitrailleuses                                     |
| 3e division d'infanterie  | Génie                    | une compagnie                                                              |
| Division de cavalerie     | 1re brigade de cavalerie | 4e régiment de chasseurs à cheval                                          |
| Division de cavalerie     | 1re brigade de cavalerie | 5e régiment de chasseurs à cheval                                          |
| Division de cavalerie     | 2e brigade de cavalerie  | 7e régiment de dragons                                                     |
| Division de cavalerie     | 2e brigade de cavalerie  | 12e régiment de dragons                                                    |
| Réserve d'artillerie      | Réserve d'artillerie     | 2 batteries de 12, 2 batteries de 4 (montées), 2 batteries de 4 (à cheval) |
| Parc d'artillerie         | Parc d'artillerie        | Réserve et parc de génie                                                   |

## Première Guerre mondiale

### Composition

#### Tableau des principales sous-unités
| Division                 | Brigade                  | Régiment                          |
| ------------------------ | ------------------------ | --------------------------------- |
| 3e division d'infanterie | 5e brigade d'infanterie  | 72e régiment d'infanterie         |
|                          |                          | 128e régiment d'infanterie        |
|                          | 6e brigade d'infanterie  | 51e régiment d'infanterie         |
|                          |                          | 87e régiment d'infanterie         |
| 4e division d'infanterie | 7e brigade d'infanterie  | 91e régiment d'infanterie         |
|                          |                          | 147e régiment d'infanterie        |
|                          | 8e brigade d'infanterie  | 45e régiment d'infanterie         |
|                          |                          | 148e régiment d'infanterie        |
|                          | 87e brigade d'infanterie | 120e régiment d'infanterie        |
|                          |                          | 9e bataillon de chasseurs à pied  |
|                          |                          | 18e bataillon de chasseurs à pied |

#### Composition à la mobilisation
3e division d'infanterie
- 5e brigade :

72e régiment d'infanterie
128e régiment d'infanterie
- 6e Brigade :

51e régiment d'infanterie
87e régiment d'infanterie
- Cavalerie : 19e régiment de chasseurs à cheval (1 escadron)
- Artillerie : 17e régiment d'artillerie de campagne (3 groupes 75)
- Génie : 3e régiment du génie (compagnie 2/1)

4e division d'infanterie
- 7e brigade :

91e régiment d'infanterie
147e régiment d'infanterie
- 87e Brigade :

120e régiment d'infanterie
9e bataillon de chasseurs à pied
18e bataillon de chasseurs à pied
- Cavalerie : 19e régiment de chasseurs à cheval (1 escadron)
- Artillerie : 42e régiment d'artillerie de campagne (3 groupes 75)
- Génie : 3e régiment du génie (compagnie 2/2)

EOCA
- Régiments d'Infanterie (rattachés au 2e CA) :

272e régiment d'infanterie
328e régiment d'infanterie
- Cavalerie (rattachée au 2e CA) : 19e régiment de chasseurs à cheval (4 escadrons)
- Artillerie (rattachée au 2e CA) : 29e régiment d'artillerie de campagne (4 groupes)
- Génie (rattaché au 2e CA) : 3e régiment du génie (compagnies 2/3,2/4,2/16,2/21)
- Autres (rattaché au 2e CA) :

2e escadron du train des équipages militaires
2e section de secrétaires d'état-major et du recrutement
2e section d'infirmiers militaires
2e section de commis et ouvriers militaires d'administration

### Historique

#### 1914
- 1er - 21 août : transport par V.F. dans la région de Louppy-sur-Loison ; couverture dans la région Spincourt, Stenay réduite à droite jusque vers Mangiennes.

10 août : combat vers Mangiennes.
- 21 - 24 août : offensive vers le nord. Engagé le 22 août dans la bataille des Ardennes. Combat dans la région nord-ouest de Virton.
- 24 août - 6 septembre : repli jusque sur la Meuse, dans la région Stenay, Beaufort.

27 août : combat vers Cesse et Luzy (bataille de la Meuse). À partir du 29 août, continuation du repli par Grandpré, Sainte-Menehould et Charmont jusque dans la région Cheminon, Heiltz-le-Hutier.
- 6 - 17 septembre : engagé dans la première bataille de la Marne. Du 6 au 12 septembre, bataille de Vitry. Combats vers Sermaize-les-Bains, Pargny-sur-Saulx et Haussignémont. À partir du 12 septembre, poursuite par Heiltz-le-Maurupt, Saint-Mard-sur-le-Mont, Sainte-Menehould jusque dans la région de Servon ; puis combat devant Servon et Binarville.
- 17 septembre 1914 - 15 janvier 1915 : stabilisation et occupation d'un secteur vers le bois d'Hauzy et le Four de Paris, lieu-dit sur la commune de Vienne-le-Château, Marne (guerre de mines).

4 octobre : réduction du front à gauche jusqu'à l'Aisne.
20 novembre : extension du front à droite jusqu'à l'Aire. En novembre et en décembre, violentes actions locales répétées.
8 janvier 1915 : front réduit à droite jusqu'au Four de Paris.

#### 1915
- 15 janvier - 20 février : retrait du front et transport par camion dans la région Nettancourt, Givry-en-Argonne ; repos.
- 20 février - 12 mars : mouvement vers la région de Laval. À partir du 25 février, engagé dans la première bataille de Champagne, dans la région ferme de Beauséjour, nord-ouest de Mesnil-lès-Hurlus.
- 12 - 30 mars : retrait du front et repos dans la région de Valmy, puis à partir du 22 mars dans la région de Dampierre-le-Château.
- 30 mars - 30 septembre : mouvement vers Verdun. À partir du 5 avril, engagé dans la première bataille de Woëvre, vers Riaville, Trésauvaux. Combat vers Marchéville. Puis occupation d'un secteur entre Trésauvaux et le ruisseau de Riaville.

23 avril : extension du front à gauche jusqu'au bois de Buzy.
28 avril : limite gauche ramenée au ruisseau de Riaville et limite droite portée à la tranchée de Calonne.
5 juin : réduction du secteur à gauche jusqu'au ruisseau de Champlon. Vives actions locales répétées (guerre de mines).
5 août : extension à droite jusque vers Kœur-la-Grande.
10 août : réduction à droite jusqu'à Seuzey.
14 août : limite droite reportée vers Kœur-la-Grande.
- 30 septembre - 22 octobre : retrait du front, puis transport par camions vers Tilloy-et-Bellay ; stationnement.
- 22 octobre - 1er décembre : mouvement vers Verdun. À partir du 8 novembre, stationnement dans la région de Pierrefitte, travaux sur les côtes de Meuse.
- 1er décembre 1915 - 22 juin 1916 : occupation d'un secteur entre le bois des Chevaliers et Les Éparges (exclu).

15 janvier 1916 : extension du front à droite jusqu'à Kœur-la-Grande.
1er février : limite droite ramenée vers Les Paroches.
16 février : front étendu à gauche jusqu'aux abords ouest d'Étain.
À partir du 21 février, engagé dans la bataille de Verdun. À partir du 25 février, repli progressif sur les Hauts de Meuse, entre Les Éparges et Eix.
26 - 27 février : combats à Ville-en-Woëvre.
27 février : combats à Moulainville.
28 février : combats à Ronvaux, Manheulles, Champlon.
28 février - 7 mars : combats à Fresnes-en-Woëvre.
7 mars : réduction du secteur à gauche jusque vers Bonzée-en-Woëvre.
18 mars : réduction du secteur à droite jusqu'au ruisseau de Dompcevrin.
15 juin : réduction à gauche jusqu'au sud-ouest du village des Éparges.

#### 1916
- 22 juin - 23 juillet : retrait du front et à partir du 23 juin, transport par V.F. dans la région de Poix ; repos. À partir du 12 juillet, transport vers Villers-Bretonneux et stationnement dans cette région.
- 23 juillet - 28 décembre : mouvement vers le front, engagé dans la bataille de la Somme dans le secteur Estrées-Deniécourt, nord-est de Belloy-en-Santerre.

16 août : prise de la tranchée de Souville.
22 août - 8 septembre : extension du secteur à gauche, région de Barleux.
4, 5 et 6 septembre : attaques françaises sur Berny et Barleux.
10, 15 septembre : attaques allemandes.
17 septembre : prise de Berny. À partir du 19 septembre, organisation et occupation du secteur Belloy-en-Santerre (exclu), Berny.
- 28 décembre 1916 - 1er février 1917 : retrait du front, transport par V.F. de la région d'Amiens vers celle de Toul ; repos et instruction.

#### 1917
- 1er février - 10 mars : mouvement vers Saint-Nicolas-du-Port ; travaux.
- 10 - 27 mars : mouvement vers Toul et à partir du 12 mars, instruction au camp de Bois l'Évêque.
- 27 mars - 22 avril : transport par V.F. vers Épernay ; repos. À partir du 8 avril, mouvement vers l'Aisne. Le 16 avril, tenu prêt, sur l'Aisne à intervenir dans la bataille du Chemin des Dames ; non engagé.
- 22 avril - 12 juin : occupation d'un secteur entre Loivre et l'Aisne.

4 - 17 mai : engagements violents vers le mont Spin et Sapigneul (Bataille du Chemin des Dames).
16 mai : réduction du secteur à droite jusqu'au Godat.
21 mai : extension à gauche jusqu'à la Miette.
28 mai : réduction à droite jusqu'à la Neuville.
- 12 juin - 7 septembre : retrait du front, mouvement vers Mareuil-le-Port. À partir du 17 juin, transport par V.F. d'Œuilly vers Blesmes ; repos dans la région de Revigny. Le 6 août, mouvement vers Ligny-en-Barrois ; repos.
- 7 septembre 1917 - 25 mars 1918 : mouvement vers Ville-sur-Cousances. À partir du 10 septembre, occupation d'un secteur dans la région Béthincourt, cote 304, Avocourt.

20 septembre : extension du front à gauche au-delà d'Avocourt.
7 janvier 1918 : extension à droite au-delà de Béthincourt.
Du 7 janvier au 18 février : Avocourt est retiré de la zone du corps d'armée.
17 mars : attaque française sur le bois de Malancourt.

#### 1918
- 25 mars - 5 avril : retrait du front et mouvement vers Givry-en-Argonne ; le 28 mars, mouvement vers La Chaussée-sur-Marne et le 29 mars, transport par camions vers La Ferté-sous-Jouarre ; puis mouvement vers Nampcel.
- 5 avril - 5 mai : occupation d'un secteur dans la région Manicamp, Quierzy, forêt de Carlepont.
- 5 mai - 19 juin : retrait du front ; puis à partir du 7 mai, occupation d'un nouveau secteur sur les deux rives de l'Oise, vers Varesnes et le Plémont. À partir du 30 mai, violentes actions de part et d'autre durant la troisième bataille de l'Aisne.

31 mai : réduction du front à droite jusque vers l'Oise.
À partir du 9 juin, engagé dans la bataille du Matz, la gauche du corps d'armée s'infléchit devant la poussée allemande par le sud d'Orval, jusqu'à l'Écouvillon.
À partir du 11 juin, défense de la ligne du Matz vers Chevincourt et Béthancourt (contre-attaques). Puis organisation d'un nouveau secteur dans cette région.
- 19 juin - 18 juillet : retrait du front ; mouvement vers Rosoy-en-Multien et à partir du 20 juin occupation d'un nouveau secteur vers Dammard et Faverolles.

29 juin - 1er juillet : combats dans la région de Troësnes.
- 18 juillet - 5 août : engagé dans la seconde bataille de la Marne (région de l'Ourcq). Progresse en combattant et atteint successivement Neuilly-Saint-Front, Latilly, La Croix, Rocourt-Saint-Martin, Coincy, Fère-en-Tardenois, Loupeigne, Mont-Notre-Dame.

4 - 5 août : combats sur la Vesle, puis organisation des positions conquises.
- 5 août - 25 septembre : retrait du front (relève par un corps d'armée américain), mouvement vers Rebais, puis à partir du 12 août vers Bar-le-Duc ; stationnement. À partir du 31 août, mouvement par étape vers Dommartin-sur-Yèvre, puis vers Herpont et enfin vers le front.
- 25 septembre - 13 octobre : occupation d'un secteur vers l'est de Mesnil-lès-Hurlus. Préparatifs d'offensive. À partir du 26 septembre, engagé dans la bataille de Champagne et d'Argonne (bataille de Somme-Py et son exploitation). Progression jusqu'au front Marvaux-Vieux, est d'Orfeuil (atteint le 1er octobre) ; puis organisation des positions conquises. À partir du 10 octobre, progression jusqu'à l'Aisne, entre Condé-lès-Vouziers et l'ouest de Voncq. Occupation et organisation d'un secteur dans cette région.
- 13 octobre - 11 novembre : retrait du front, mouvement vers Givry-en-Argonne ; puis le 17 octobre, transport par V.F. vers Lunéville. À partir du 20 octobre, occupation d'un secteur vers la Chapelotte, Bezange-la-Grande. Le 11 novembre, retrait du front.

### Rattachement
- 1re armée

23 avril - 10 août 1915
- 2e armée

1er - 23 octobre 1915
26 février - 23 juin 1916
13 août - 4 septembre 1918
1er juillet 1917 - 28 mars 1918
- 3e armée

8 janvier - 20 février 1915
5 mai - 19 juin 1918
- 4e armée

8 août 1914 - 8 janvier 1915
20 février - 4 avril 1915
17 juin - 1er juillet 1917
28 - 30 mars 1918
4 septembre - 17 octobre 1918
- 5e armée

2 - 8 août 1914
19 avril - 17 juin 1917
- 6e armée

23 juin - 5 août 1916
30 mars - 5 mai 1918
19 juin - 13 août 1918
- 8e armée

2 janvier - 27 mars 1917
17 octobre - 11 novembre 1918
- 10e armée

5 août 1916 - 1er janvier 1917
27 mars - 19 avril 1917
- Détachement d'armée Gérard

4 - 15 avril 1915
- Détachement d'armée de Lorraine

1er  - 2 janvier 1917
- R.F.V.

10 août - 1er octobre 1915
23 octobre 1915 - 26 février 1916

## Seconde Guerre mondiale

### Drôle de guerre
Prévu pour être engagé dans la manœuvre Dyle décidée en novembre 1939, le IIe corps d'armée, motorisé, du général Jean Bouffet constitue l'aile gauche de la 9e armée qui doit venir s'aligner sur la Meuse. Son unique division, la 5e division d'infanterie motorisée doit assurer la défense du fleuve entre Anhée, en liaison avec le XIe corps d'armée au sud, et Dave en liaison avec position fortifiée de Namur et la 1re armée plus au nord.
Parallèlement, son groupe de reconnaissance de corps d'armée, le 1er GRCA, doit participer à la manœuvre retardatrice dans les Ardennes du plan Dyle : avec les 1er et 94e GRDI (respectivement de la 5e division d'infanterie motorisée et de la 4e division d'infanterie nord-africaine) il forme un groupement qui doit sécuriser la progression du flanc gauche de la 9e armée vers la Meuse en contrôlant les ponts sur la Sambre et la Meuse entre Charleroi et Dinant. Le groupement doit ensuite passer la Meuse et progresser sur l'axe Lustin – Maffe – Petit Han (Durbuy), sur la gauche de la 4e division légère de cavalerie.

### Bataille de France

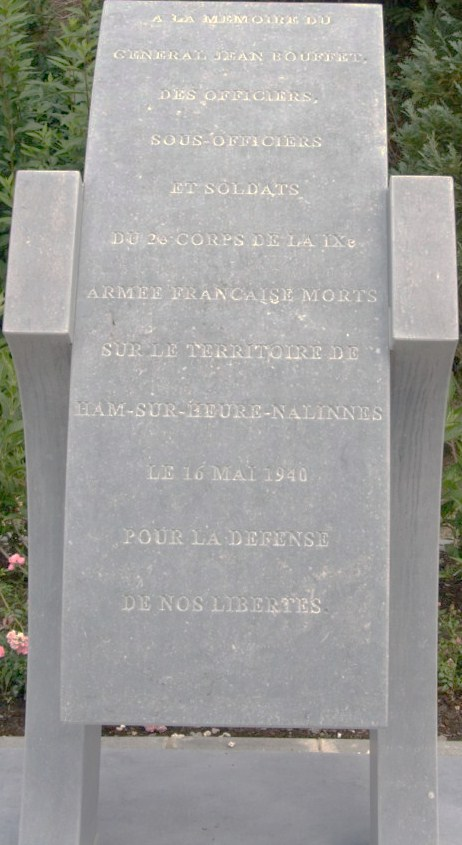
À la mémoire du général Jean Bouffet, des officiers, sous-officiers et soldats du 2e corps de la IXe armée française morts sur le territoire de Ham-sur-Heure-Nalinnes, le 16 mai 1940, pour la défense de nos libertés.

### Composition
Au 10 mai 1940 :

- 5e division d'infanterie motorisée

Cavalerie
- 1er groupe de reconnaissance de corps d'armée

Infanterie
- 602e régiment de pionniers

Artillerie
- 102e régiment d'artillerie lourde tractée

Services
- 2e parc d'artillerie de corps d'armée
  - 102e compagnie d'ouvriers d'artillerie
  - 102e section de munitions automobile
  - 132e section de munitions automobile

Génie
- compagnie de sapeurs mineurs 102/1
- compagnie de sapeurs mineurs 102/2
- compagnie de parc du génie 102/16

Transmissions
- compagnie télégraphique 102/81
- compagnie radio 102/82
- détachement colombophile 102/83

Train
- compagnie automobile de quartier général 352/2
- compagnie automobile de transport 383/2

Intendance
- groupe d'exploitation 102/2
- compagnie de ravitaillement en viande 202/2

Santé
- 2e ambulance médicale automobile
- 202e ambulance chirurgicale légère
- 2e groupe sanitaire de ravitaillement automobile
- 2e section hygiène, lavage, désinfection

Forces aériennes
- groupe aérien d'observation 502
- 2/152e section de parc d'aérostation
- 21/104e section photographique
- 182e bataillon d'aérostation
- 52/109e section d'estafettes

### 1944 - 1945
Commandé par le général de Larminat puis par le général de Monsabert.

## De 1945 à aujourd'hui
Le 2e C.A. représentaient les formations des forces françaises en Allemagne.
- 1989 :
  - État-major : Baden-Baden (Allemagne)
  - Composition :
    - 1re division blindée à Trèves (Allemagne)
    - 3e division blindée à Fribourg (Allemagne)
    - 5e division blindée à Landau (Allemagne)